# Roger Ritz
Roger Ritz (1913 – 1999) è stato un ballerino francese, Danseur Étoile del balletto dell'Opéra di Parigi dal 1947 al 1951.

## Biografia
Roger Ritz studiò alla scuola di danza dell'Opéra di Parigi e nel 1930 si unì al corps de ballet del balletto dell'Opéra Garnier. Diciassette anni dopo fu proclamato danseur étoile della compagnia dopo una rappresentazione del Crystal Palace di George Balanchine. Tre anni dopo fu il primo interprete del ruolo di Teseo nella Fedra di Serge Lifar.
Nel 1951 diede il suo addio alle scene e divenne insegnante di danza al Conservatoire national supérieur de musique et de danse de Paris; tra i suoi studenti si annoverarono futuri primi ballerini di grande successo, tra cui Cyril Atanassoff.